# Alois Gulder
Alois Gulder (* 8. September 1901 in Wien; † 16. Dezember 1972 ebenda) war ein österreichischer Bankdirektor, der sich auf dem Gebiet der Urgeschichte betätigte.
Gulder war beruflich bei der Österreichischen Länderbank tätig, zuletzt als Abteilungsdirektor. Gulder interessierte sich in seiner Freizeit besonders für die Altsteinzeit und führte auch Grabungen durch. Er besaß gemeinsam mit Otto Ritter eine große Sammlung prähistorischer und paläontologischer Objekte, die in Niederösterreich zusammengetragen wurde und später in den Besitz des Paläontologischen Instituts der Universität Wien gelangte.

## Veröffentlichungen (Auswahl)
- Die Paläolithstation von Kamegg im Kamptal, N.Ö. In: Archaeologica Austriaca 10, 1952, S. 16–27.
- Beiträge zur Kenntnis des niederösterreichischen Mesolithikums. In: Archaeologica Austriaca 12, 1953, S. 5–32.
- mit Friedrich Berg: Vorläufiger Bericht über eine niederösterreichische Mesolithstation aus Kamegg im Kamptal. In: Archaeologica Austriaca 19/20, 1956, S. 49–62.
- Die urnenfelderzeitliche "Frauenkröte" von Maissau in Niederösterreich und ihr geistesgeschichtlicher Hintergrund (= Mitteilungen der prähistorischen Kommission 10). Böhlau, Wien 1962.